# Saga longicaudata
Saga longicaudata är en insektsart som beskrevs av Krauss 1879. Saga longicaudata ingår i släktet Saga och familjen vårtbitare. Inga underarter finns listade i Catalogue of Life.